# Campionati del Mediterraneo di lotta 2014
I campionati del Mediterraneo di lotta 2014 si sono svolti dal 9 al 15 giugno a Kanjiža, in Serbia.
I campionati sono stati organizzati dalla Federazione spagnola di lotta sotto l'egida del Comitato Mediterraneo delle Lotte Associate (CMLA).

## Podi

### Uomini

#### Lotta greco-romana
| Evento        | Oro                   | Argento                | Bronzo                                      |
| Fino a 59 kg  | Kristijan Fris        | Ivan Lizatović         | Jonathan Lemaire                            |
| Fino a 66 kg  | Davor Štefanek        | Vladimiros Matias      | Hugo Passos Tarik Aziz Bin Isa              |
| Fino a 71 kg  | Aleksandar Maksimović | Mate Nemeš             | Georgios Prevolarakis Akram Budżamalin      |
| Fino a 75 kg  | Viktor Nemeš          | Jure Kuhar             | Božo Starčević Franck Hassli                |
| Fino a 80 kg  | Petar Balo            | Nikolaos Warkas        | Tamaš Šlajher                               |
| Fino a 85 kg  | Dejan Franjković      | Dimitrios Papadopoulos | Krešimir Franić                             |
| Fino a 98 kg  | Tomislav Lavrić       | Spyridon Koudouratzis  | Nawzat Mohamad Saleh Muhammad Rijad al-Wafi |
| Fino a 130 kg | Nemanja Pavlović      | Robert Bin             | Nikolaos Leon                               |

#### Lotta libera
| Evento        | Oro                     | Argento                 | Bronzo                              |
| Fino a 57 kg  | Szakir Ansari           | Firas Al-Rifaei         | Iwan Anakiew                        |
| Fino a 61 kg  | Jasin Redżalari         | Bilal El Quarraqe       | Nikola Jovanović                    |
| Fino a 65 kg  | Ruslan Mukhtarov        | Nassrallah Lallouche    | Perica Dimitrijević Ghazwan Lazkani |
| Fino a 70 kg  | Mohamed Khan Shaikhouni | Andreas Triantafyllidis | Rudolf Lerinc                       |
| Fino a 74 kg  | Georgios Savvoulidis    | Besmir Veselovski       | Stanko Stojanović Metin Ramadani    |
| Fino a 86 kg  | Muhammad Rijad al-Wafi  | Abdallah Karem          | Miloš Pitulić                       |
| Fino a 97 kg  | Egzon Shala             | Quentin Milliere        | Marko Jovanović                     |
| Fino a 125 kg | Salim at-Tarabulusi     | Boban Danow             | Raja Al-Karrad                      |

### Donne

#### Lotta libera
| Evento       | Oro                      | Argento        | Bronzo |
| Fino a 48 kg | Liliana Costa dos Santos | Eva Tuba       | ----   |
| Fino a 53 kg | Vania Gomes Guerreiro    | Ana Ranđelović | ----   |
| Fino a 75 kg | Ana Tuba                 | Una Tuba       | ----   |